# Gavendova skála
Gavendova skála (569 m n. m.) je třetím nejvyšším vrcholem Chřibů. Nachází se 1,5 km jihovýchodně od obce Cetechovice a v katastrálním území této obce v okrese Kroměříž ve Zlínském kraji. Nedaleko vrcholu, na který vede červená turistická trasa, se nachází samota Vlčák. 

## Historie
Za druhé světové války se v okolí vrcholu těžil kámen na stavbu protektorátní dálnice. V mlze nad Gavendovou skálou se 18. července 1945 srazila dvojice sovětských střemhlavých bombardérů Petljakov Pe-2. Posádky obou letounů střet nepřežily, přičemž trosky letadel se zřítily do prostoru osady Vlčák a na Gavendovu skálu. Událost připomíná prostý kříž namalovaný na skále.

## Galerie

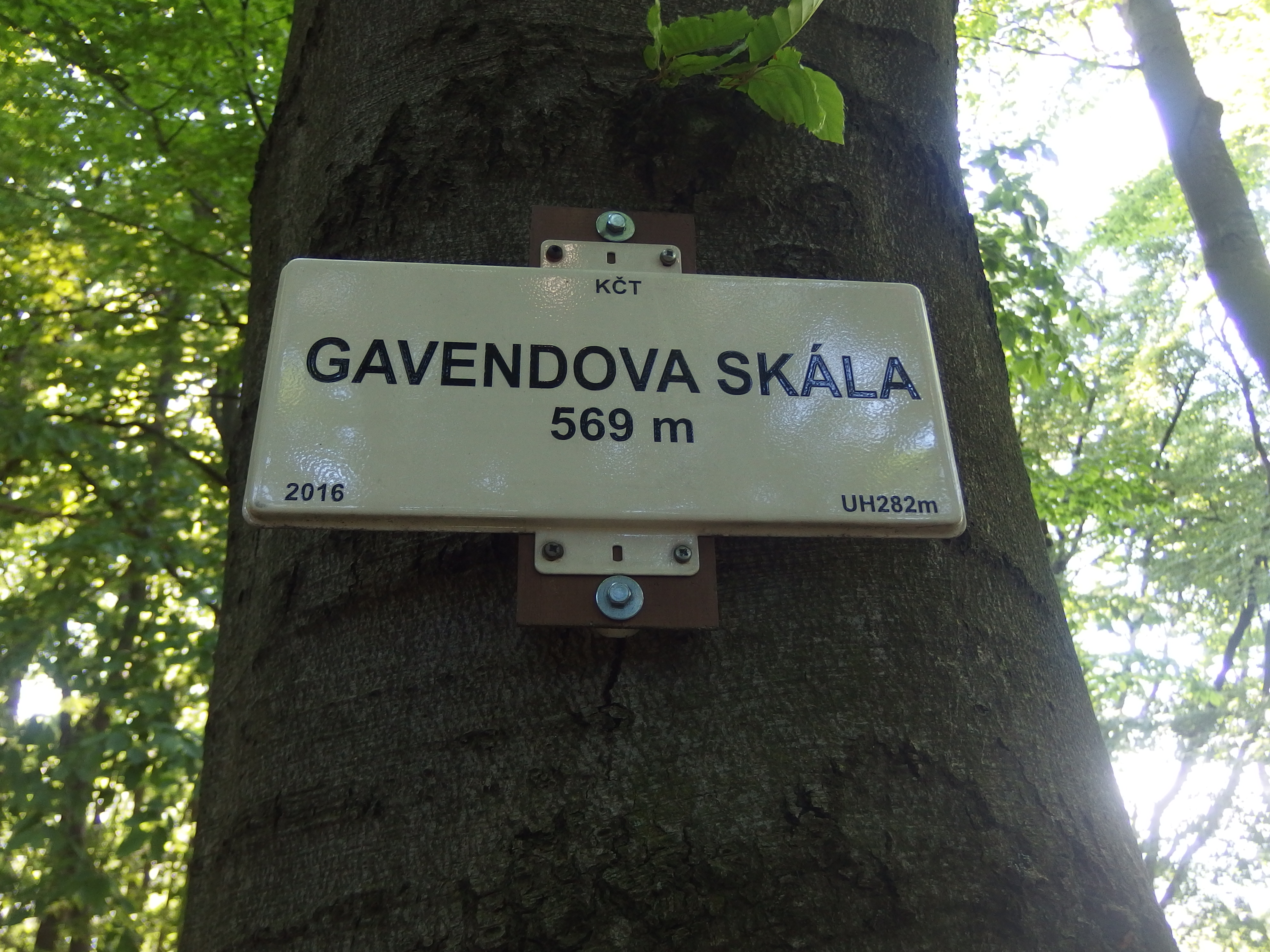
Tabulka KČT na vrcholu
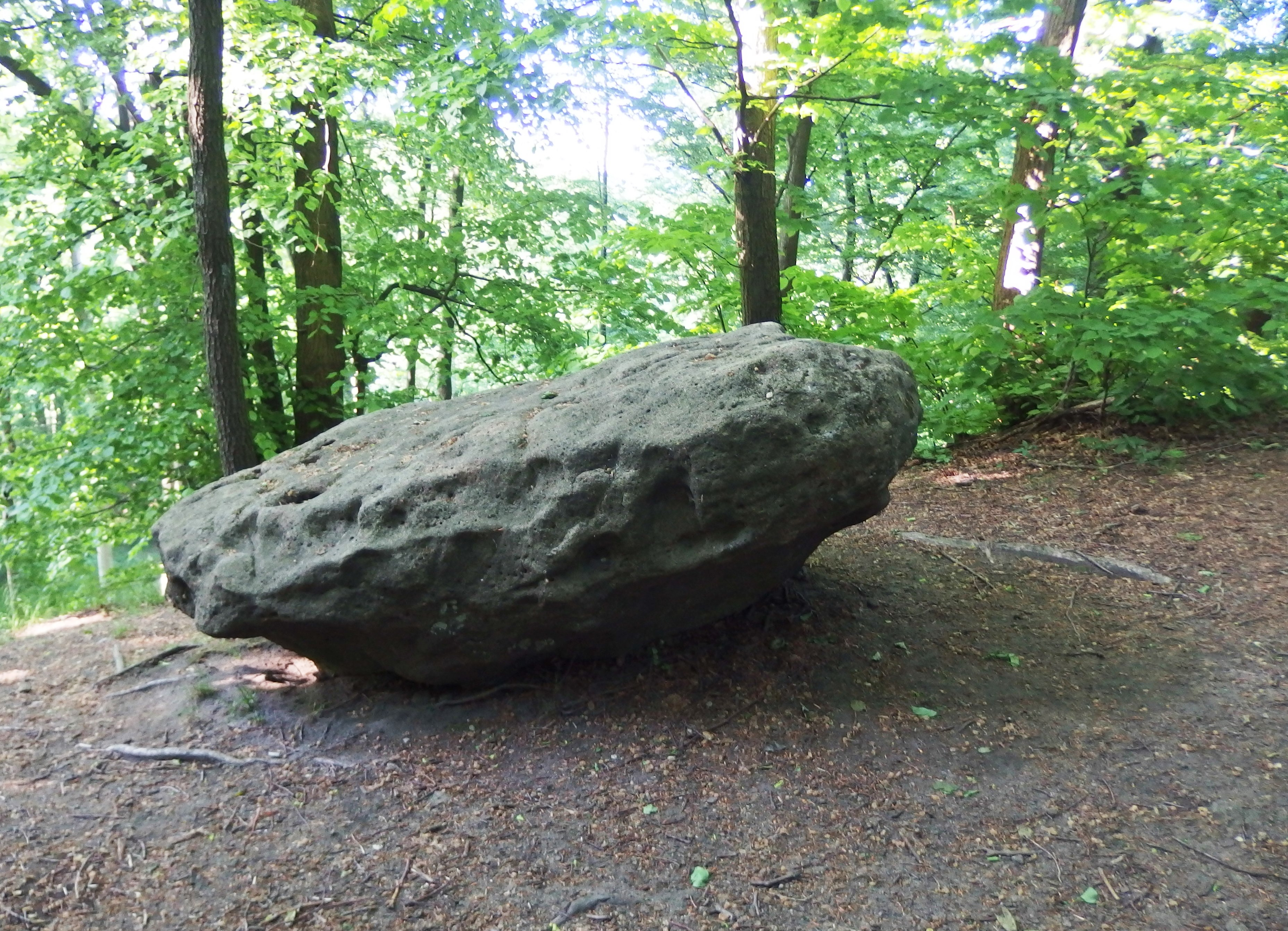
Skála na vrcholu
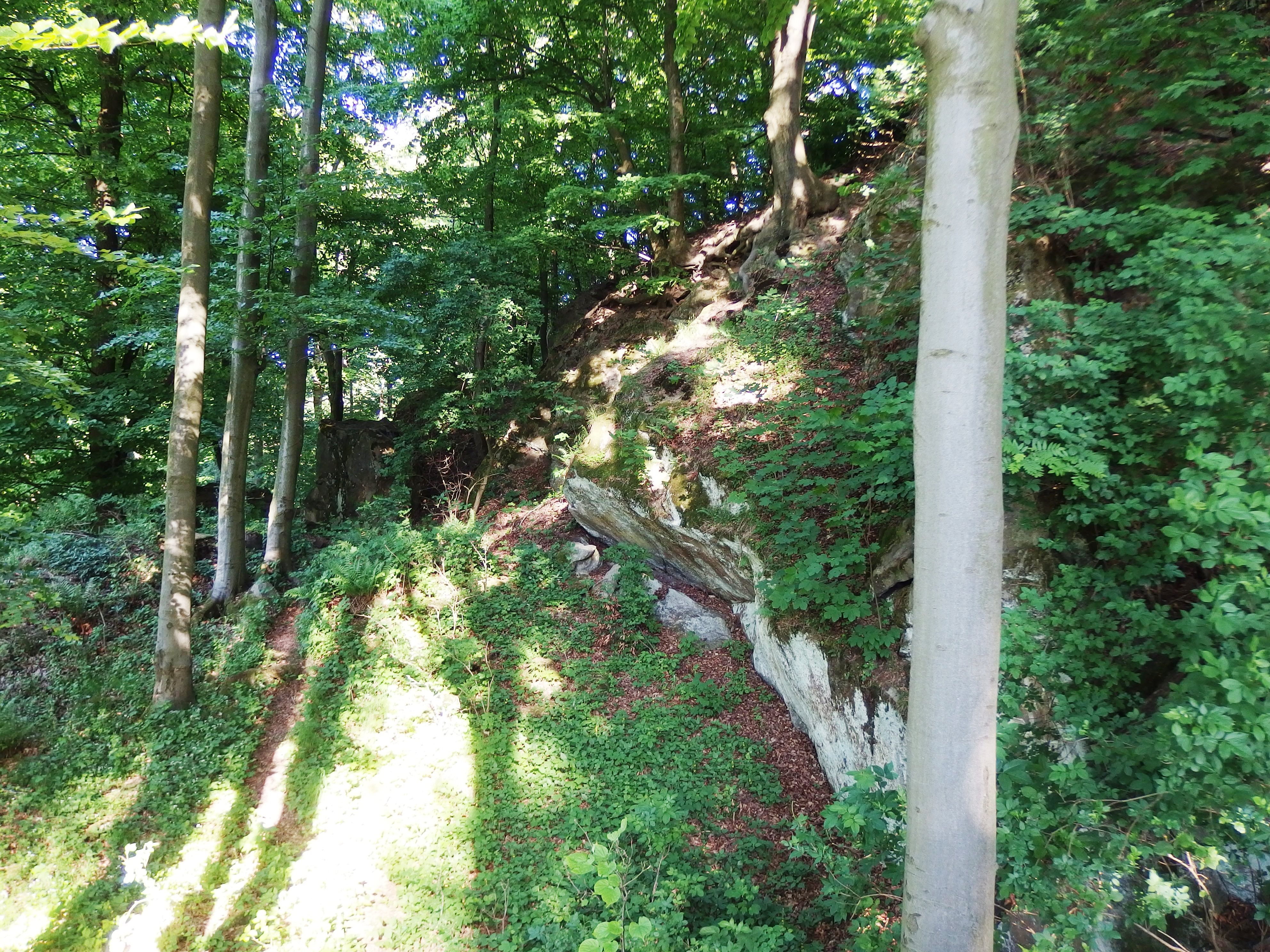
Pohled z vrcholu